# Kraftwerk Båtfors
Das Kraftwerk Båtfors ist ein Wasserkraftwerk in der Gemeinde Skellefteå, Provinz Västerbottens län, Schweden, das den Skellefte älv zu einem Stausee aufstaut. Es ging 1961 in Betrieb. Das Kraftwerk ist im Besitz von Skellefteå Kraft und wird auch von Skellefteå Kraft betrieben.

## Absperrbauwerk
Das Absperrbauwerk besteht aus einer Gewichtsstaumauer mit einer Höhe von 22 m auf der rechten Flussseite, der Wehranlage mit den drei Wehrfeldern in der Flussmitte und dem Maschinenhaus auf der linken Flussseite.
Das minimale Stauziel liegt bei 160,5 m, das maximale bei 161,5 m über dem Meeresspiegel. Das Bemessungshochwasser liegt bei 689 m³/s; die Wahrscheinlichkeit für das Auftreten dieses Ereignisses wurde mit einmal in 100 Jahren bestimmt.

## Kraftwerk
Das Kraftwerk ging 1961 mit der ersten Maschine in Betrieb; die zweite Maschine wurde 1962 in Betrieb genommen. Es verfügt mit zwei Kaplan-Turbinen über eine installierte Leistung von 38 (bzw. 40 41 42 43 oder 48,6) MW. Die durchschnittliche Jahreserzeugung liegt bei 150 (bzw. 180 185 188 oder 201) Mio. kWh.
Die Fallhöhe beträgt 16,9 (bzw. 17) m. Der maximale Durchfluss liegt bei 280 m³/s. Die beiden Turbinen wurden von Kværner geliefert und leisten jeweils 20,8 MW. Die Nenndrehzahl der Turbinen liegt bei 125 Umdrehungen pro Minute.